# Behaviour Interactive
Behaviour Interactive Inc. (estilizado como "bEHAVIOUR", às vezes abreviado para "BHVR") é uma desenvolvedora e publicadora canadense de jogos eletrônicos com sede em Montreal. O estúdio é mais conhecido pelo jogo de terror multijogador Dead by Daylight.